# 토머스 블라이
토머스 블라이 중장(Thomas Bligh, 1685년 - 1775년)은 7년 전쟁 기간 동안 프랑스군의 해안선에서 ‘강습’(descents)으로 알려진 수륙 양용 공격을 주도한 영국의 군인이었다. 이 작전에서 초기에는 성공을 거두었지만, 연이은 생 카스 전투에서 비참하게 패하면서 끝을 맺었다.

## 생애
블라이는 1685년 아이랜드 정치가인 토머스 블라이와 그의 아내 엘리자베스 니 네이피어의 아들로 태어났다. 영국 군대에서의 오랜 근무를 하는 동안 중장 계급으로 올라갔다. 1745년에 오스트리아 계승 전쟁에서는 준장으로, 멜레 전투에서는 연합군의 지휘권을 인계받아 패배한 군대의 일부를 안전하게 이끌었다. 1758년에 그는 73세의 나이로 강습을 수행하도록 임명되었다. 그는 1758년 9월에 셰르부르에서 처음으로 성공적인 습격을 이끌었고 마을의 요새를 점령하고 파괴했다. 그는 해안으로 다시 들어서 생말로로 이동했다. 그곳에서 악천후를 만나서 브레스트에서 서둘러 추격해온 프랑스군과 이내 조우하게 되었다. 그 시점에 병력의 일부만 승선한 상태였고, 그런 난중에 그는 병력들을 배들에 승선시키기 위해 후발대를 출격시켜 시간을 벌게 했다. 생 카스 전투에서 750명 ~ 1000명의 사상자를 내고서 마침내 병력들을 다시 태울 수 있었다. 그후 그들은 영국으로 항해해 귀환했다.
블라이가 귀국하자 그는 온갖 수모를 겪어야 했다. 조지 2세는 그 면담하기를 거부하며 냉대를 했으며, 그는 모두로부터 격렬한 비판을 받았다. 블라이를 편들어 준 이는 이후 조지 3세가 되는 젊은 웨일스 공 등 극히 소수였다. 웨일즈 공은 수상인 제1대 뉴캐슬 공작 토머스 펠럼홀스와 그의 동맹인 제1대 채텀 백작 윌리엄 피트가 블라이를 징계하지 않도록 변호해 주었다.

## 전기
- Anderson, Fred. Crucible of War: The Seven Years' War and the Fate of Empire in British North America, 1754-1766. Faber and Faber, 2001